# Cephaloziella stellulifera
Cephaloziella stellulifera là một loài rêu tản trong họ Cephaloziellaceae. Loài này được (Taylor) Schiffner miêu tả khoa học lần đầu tiên năm 1905.